# Harvard (Massachusetts)
Harvard é uma vila localizada no condado de Worcester no estado estadounidense de Massachusetts. No Censo de 2010 tinha uma população de 6.520 habitantes e uma densidade populacional de 92,66 pessoas por km².

## Geografia
Harvard encontra-se localizado nas coordenadas 42° 30′ 17″ N, 71° 35′ 20″ O. Segundo o Departamento do Censo dos Estados Unidos, Harvard tem uma superfície total de 70.37 km², da qual 68.47 km² correspondem a terra firme e (2.7%) 1.9 km² é água.

## Demografia
Segundo o censo de 2010, tinha 6.520 pessoas residindo em Harvard. A densidade populacional era de 92,66 hab./km². Dos 6.520 habitantes, Harvard estava composto pelo 90.29% brancos, o 4.05% eram afroamericanos, o 0.06% eram amerindios, o 3.33% eram asiáticos, o 0.05% eram insulares do Pacífico, o 0.32% eram de outras raças e o 1.9% pertenciam a duas ou mais raças. Do total da população o 4.05% eram hispanos ou latinos de qualquer raça.